# György Marik
György Marik (* 4. April 1924 in Budapest ; † 20. Dezember 1988 in Mexiko), in Mexiko bekannt als Jorge Marik war ein ungarischer Fußballspieler und -trainer.

## Leben
György Marik spielte in der zweiten Hälfte der 1940er Jahre bei Vasas Budapest und wurde mit diesem Verein zweimal (1945/46 und 1947/48) Vizemeister der ungarischen Liga. In diese Epoche fallen auch seine beiden einzigen Länderspieleinsätze für die ungarische Nationalmannschaft in den Jahren 1947 und 1948.
Über den kolumbianischen Verein Independiente Santa Fe kam Marik nach Mexiko und gewann in der Saison 1955/56 mit dem Club León die mexikanische Meisterschaft.
Unmittelbar nach dem Meistertitel bzw. in der darauffolgenden Saison beendete Marik seine aktive Laufbahn und übte in den folgenden 25 Jahren den Trainerberuf aus.
1962 unterschrieb er einen Vertrag beim ehrgeizigen Zweitligisten Cruz Azul, mit dem ihm in der Saison 1963/64 die Meisterschaft und somit der Aufstieg in die Primera División gelang. Bei diesem Verein blieb er bis zur Saison 1965/66 und kehrte 1976 noch einmal kurzzeitig zurück, bevor er in der Saison 1976/77 die UNAM Pumas übernahm und auf Anhieb zu ihrem ersten Meistertitel führte. Unmittelbar nach diesem Triumph übernahm er das Traineramt bei Deportivo Toluca, das er bis einschließlich zur Saison 1981/82 fünf Jahre lang ausübte.